# Hutstumpen

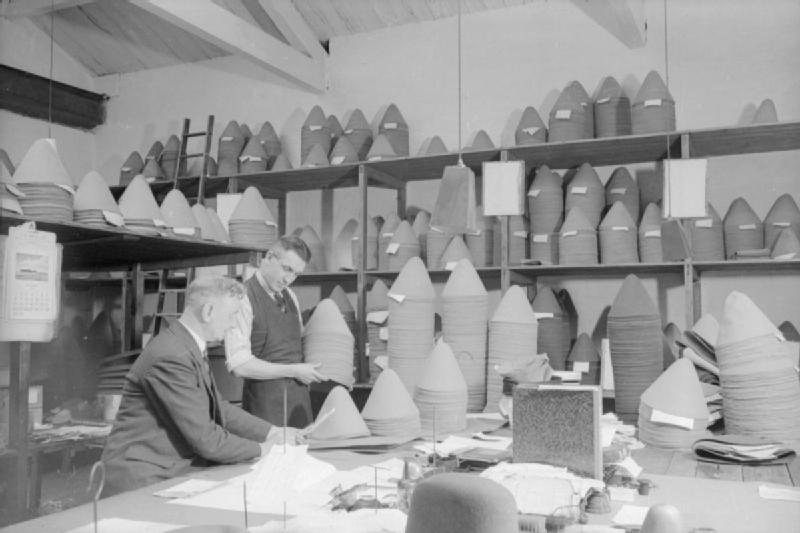
Hutstumpen in der Rabbit-Goes-To-Your-Head-Hutmanufaktur in Großbritannien (1940)

Hutstumpen oder Hutrohlinge sind Zwischenprodukte bei der Herstellung von Hüten.
Die grob vorgeformten Hutstumpen sind zumeist aus den Materialien Haar- und Wollfilz aus Hasenhaar oder Schafwolle oder geflochtenem Stroh in verschiedenen Farben und Größen gefertigt. Sie werden vom Modisten oder Hutmacher weiter zu fertigen Hüten verarbeitet. Dabei wird der Stumpen nach dem Appretieren (Aufbringen flüssiger Steifungsmittel, wie Schellack oder Gelatine) und Erhitzen in Wasserdampf durch Plattieren (Aufziehen des befeuchteten Stumpens auf einen Hutblock aus Holz oder Metall) in Form gebracht und bekommt sein endgültiges Aussehen, der Rand wird beschnitten, abgesäumt und gefaltet. Außerdem kann der Hut mit Ziernähten und Applikationen versehen werden. Danach werden im Inneren Futter und Schweißband eingenäht.